# ریدان
ریدان (به عربی: ریدان) یک شهرداری در الجزایر است که در استان بویره واقع شده‌است. ریدان ۳٬۰۲۹ نفر جمعیت دارد.